# Saint-Boingt
Saint-Boingt és un municipi francès situat al departament de Meurthe i Mosel·la i a la regió del Gran Est. L'any 2007 tenia 76 habitants.

## Demografia

### Població
El 2007 la població de fet de Saint-Boingt era de 76 persones. Hi havia 24 famílies, de les quals 8 eren unipersonals (8 dones vivint soles i 8 dones vivint soles), 4 parelles sense fills i 12 parelles amb fills.
La població ha evolucionat segons el següent gràfic:
Habitants censats

### Habitatges
El 2007 hi havia 33 habitatges, 28 eren l'habitatge principal de la família, 3 eren segones residències i 2 estaven desocupats. 32 eren cases i 1 era un apartament. Dels 28 habitatges principals, 25 estaven ocupats pels seus propietaris, 1 estava llogat i ocupat pels llogaters i 2 estaven cedits a títol gratuït; 1 tenia dues cambres, 1 en tenia tres, 2 en tenien quatre i 24 en tenien cinc o més. 22 habitatges disposaven pel capbaix d'una plaça de pàrquing. A 9 habitatges hi havia un automòbil i a 16 n'hi havia dos o més.

### Piràmide de població
La piràmide de població per edats i sexe el 2009 era:
| Homes | Edats   | Dones |
| ----- | ------- | ----- |
| 0     | 95 o +  | 0     |
| 0     | 90 a 94 | 0     |
| 0     | 85 a 89 | 0     |
| 0     | 80 a 84 | 0     |
| 0     | 75 a 79 | 4     |
| 0     | 70 a 74 | 4     |
| 0     | 65 a 69 | 0     |
| 0     | 60 a 64 | 0     |
| 4     | 55 a 59 | 4     |
| 0     | 50 a 54 | 0     |
| 4     | 45 a 49 | 0     |
| 4     | 40 a 44 | 0     |
| 8     | 35 a 39 | 8     |
| 4     | 30 a 34 | 0     |
| 0     | 25 a 29 | 4     |
| 0     | 20 a 24 | 4     |
| 8     | 15 a 19 | 0     |
| 4     | 10 a 14 | 4     |
| 0     | 5 a 9   | 4     |
| 0     | 0 a 4   | 4     |

## Economia
El 2007 la població en edat de treballar era de 46 persones, 38 eren actives i 8 eren inactives. De les 38 persones actives 36 estaven ocupades (23 homes i 13 dones) i 2 estaven aturades (1 home i 1 dona). De les 8 persones inactives 2 estaven jubilades, 3 estaven estudiant i 3 estaven classificades com a «altres inactius».
Activitats econòmiques
Dels 2 establiments que hi havia el 2007, 1 era d'una empresa de comerç i reparació d'automòbils i 1 d'una empresa d'hostatgeria i restauració.
L'any 2000 a Saint-Boingt hi havia 5 explotacions agrícoles que ocupaven un total de 390 hectàrees.

## Poblacions més properes
El següent diagrama mostra les poblacions més properes.